# Azán
Azán (arabsky أذان‎) je slovo z arabštiny, které v islámu označuje svolání ke společné modlitbě. Azán pronáší zpěvným hlasem muezzin z minaretu či mešity. V muslimských rodinách má být novorozenému potomkovi pošeptán azán do ucha (tuto roli má nejčastěji otec).

## Text azánu
| Počet zvolání         | Arabsky                 | Překlad                               | Přepis                              |
| --------------------- | ----------------------- | ------------------------------------- | ----------------------------------- |
| 4×                    | الله اكبر               | Bůh je převeliký                      | Alláhu akbar!                       |
| 2×                    | اشهد ان لا اله الا الله | Vyznávám, že není božstva kromě Boha. | Ašhadu an lá iláha illá-l-láh       |
| 2×                    | اشهد ان محمد رسول الله  | Vyznávám, že Muhammad je posel Boží.  | Ašhadu anna Muhammadan rasúlu-l-láh |
| 2× (jen ší'ité)       | اشهد ان عليا ولي الله   | Vyznávám, že Alí je přítel Boží.      | Ašhadu anna ‘Alíjá walí’u-l-lāh     |
| 2×                    | حي على الصلاة           | Vzhůru k modlitbě!                    | Hajja ‘ala-s-salát                  |
| 2×                    | حي على الفلاح           | Vzhůru k blahodárnému činu!           | Hajja ‘ala-l-faláh                  |
| 2× (jen ší'ité)       | حي على خير العمل        | Vzhůru k nejlepšímu dílu!             | Hajja ‘ala hajri-l-‘amal            |
| 2× (jen sunnité) ráno | الصلاة خير من النوم     | Modlitba je lepší než spánek.         | As-salátu hajru mina-n-nawm         |
| 2×                    | الله اكبر               | Bůh je převeliký!                     | Alláhu akbar                        |
| 2× ší'ité, 1× sunnité | لا اله الا الله         | Není božstva kromě Boha.              | Lá iláha illá-l-láh                 |